# Eoarthropleura
Eoarthropleura es un género extinto de miriápodos diplópodos pertenecientes a la subclase de los artropleurídeos que vivió en regiones áridas en los periodos Silúrico y Devónico, hace 380 millones de años. Es el ancestro más probable del género Arthropleura. Sus fósiles, consistentes en su mayoría de fragmentos de cutícula, han sido hallados en Europa (Renania-Palatinado, en Alemania y en Shropshire, Inglaterra) y en América del Norte (Nueva York, Estados Unidos y Nuevo Brunswick, Canadá). Es el miembro más antiguo conocido de la subclase Arthropleuridea, y el más antiguo animal terrestre conocido de América del Norte.